# Víctor Sada
Víctor Sada, född den 8 mars 1984 i Barcelona, Spanien, är en spansk basketspelare som tog OS-silver i herrbasket vid olympiska sommarspelen 2012 i London. 